# 鞍橋君
鞍橋君（くらじ の きみ、生没年不詳）は、6世紀中頃（古墳時代後期）の豪族。筑紫国造。

## 経歴
欽明天皇15年（554年）に内臣に率いられ百済への援軍として朝鮮半島に渡った一団の一人と考えられ弓を得意とした。
しかしこの戦いは百済の敗北に終わり、百済の聖明王は奇襲を受け殺害され、その王子余昌（のちの威徳王）も新羅兵に包囲されてしまうが、このとき陣中にあり進み出でた筑紫国造が矢をつぎつぎと放ち敵の包囲を射ち破ったことで、余昌たちは間道から脱出することに成功したという。
その弓の威力はすさまじく、敵の騎兵の鞍橋（馬鞍の前後に付くアーチ）を射抜いてさらに鎧にまで矢が通る程であった。戦後この活躍にちなみ余昌より鞍橋君という尊名を贈られた。
福岡県鞍手郡鞍手町の「くらで」は「くらじ」が訛ったものとされ、飯盛山にある鞍橋神社では鞍橋君が祀られている。